# فينيرا 4
فينيرا 4 (بالروسية: Венера-4) (وبالإنجليزية: Venera 4) تعني بالروسية الزهراء وهو مسبار روسي من ضمن برنامج فينيرا لاكتشاف كوكب الزهرة. وهو أول مسبار يهبط بنجاح على كوكب آخر. وأول مسبار يقوم بتحليل بيئة أحد الكواكب الأخرى.
وأجرت فينيرا 4 تحليلات كيميائية لجو الزهرة مبينة أن الغاز الأساسي هو ثاني أكسيد الكربون ويحتوي على قليل من النيتروجين (أقل من 8%) وأقل من 1 % أكسجين وبخار الماء. كما اكتشف المسبار مجالا مغناطيسيا ضعيفا للزهرة. وتحتوي الطبقة الخارجية من جوها على نسبة قليلة من الهيدروجين ولا يوجد فيها ذرات أكسجين منفردة.
وأرسل المسبار فينيرا 4  أول نتائج قياس تتم مباشرة على الزهرة، وهي تبين أن جوها مرتفع الحرارة، وأن جوها أكثر كثافة عما كان متوقعا، وأن الزهرة فقدت معظم الماء منذ وقت طويل.

## سير البعثة
إنهما مسباران من نوع فينيرا 4. أطلق أولهما في 12 يونيو 1967، وبعد تصحيح المسار يوم 29 يوليو عندما كان المسبار على بعد 12 مليون كيلومتر من الأرض، وكان ذلك كافيا لوصول المسبار إلى الزهرة حيث كان من القرر إجراء تعديلين على المسار. وفي 18 أكتوبر 1967 دخل المسبار جو الزهرة.
وكان إطلاق المسبار الثاني فينيرا 4 في 17 يونيو، إلا أن الصاروخ الحامل للمسبار تعطلت إحدى مراحله. بقي هذا المسبار في مدار بالقرب من الأرض حيث سقط بعد 8 أيام من الإقلاع وسمي المسبار بعد ذلك كوسموس 167.
وأثناء دخول فينيرا 4 جو الزهرة ارتفعت درجة الحرارة إلى 11000 درجة مئوية ووصل تسريع الكبح في جوالزهرة 300 جي (300 G). واستغرق الهبوط 93 دقيقة وفتح المسبار مظلته على ارتفاع نحو 25 كيلومتر، وظل المسبار أذناء الهبوط يرسل غلى الأرض معلومات عن الضغط ودرجة الحرارة وتركيب الغازات. واحتفط تكييف الهواء في المسبار بدرجة حرارة -8 ° مئوية، وسجلت درجة حرارة تبلغ 33 درجة مئوية على ارتفاع 52 كيلومتر وضغط أقل من 1 ضغط جوي.

## نتائج البعثة
وبعد أن أصبح المسبار على ارتفاع 26 كيلومتر من سطح الزهرة وصلت درجة الحرارة إلى 262 درجة مئوية، وارتفع الضغط إلى نحو 22 ضغط جوي، ثم انقطع الاتصال بين المسبار والأرض.
وبينت نتائج التحليل الكيميائي أن غاز ثاني أكسيد الكربون يكوّن 90 - 93 % من جو الزهرة، بالإضافة إلى 4و0 - 8و0 % أكسجين و 7% نيتروجين وبين 1و0 و 6و1 % بخار الماء.